# Pteridrys
Pteridrys, biljni rod paprati (Pteridophyta) iz porodice Tectariaceae. Sastoji se od dvadesetak vrsta iz tropske i suptropske  Azije.
Nekoliko vrsta vijetnamski su endemi.

## Vrste
1. Pteridrys acutissima Ching
2. Pteridrys australis Ching
3. Pteridrys catenata Li Bing Zhang & X.M.Zhou
4. Pteridrys cicuzzai Li Bing Zhang & X.M.Zhou
5. Pteridrys clarinervis Li Bing Zhang & X.M.Zhou
6. Pteridrys cnemidaria (Christ) C.Chr. & Ching
7. Pteridrys confertiloba Holttum
8. Pteridrys costularis Li Bing Zhang, Liang Zhang, N.T.Lu & X.M.Zhou
9. Pteridrys dongshiyongii Li Bing Zhang & X.M.Zhou
10. Pteridrys dorsifixa Li Bing Zhang & X.M.Zhou
11. Pteridrys hanoiensis Li Bing Zhang, Liang Zhang, N.T.Lu & X.M.Zhou
12. Pteridrys lofouensis (Christ) C.Chr. & Ching
13. Pteridrys malesiana Li Bing Zhang & X.M.Zhou
14. Pteridrys microthecia (Fée) C.Chr. & Ching
15. Pteridrys nonattingens Li Bing Zhang & X.M.Zhou
16. Pteridrys olivacea (Rosenst.) Copel.
17. Pteridrys reticulata Li Bing Zhang & X.M.Zhou
18. Pteridrys syrmatica (Willd.) C.Chr. & Ching
19. Pteridrys triangularis Li Bing Zhang & X.M.Zhou
20. Pteridrys vanderwerffii Li Bing Zhang & X.M.Zhou
21. Pteridrys vietnamensis Li Bing Zhang, Liang Zhang, N.T.Lu & X.M.Zhou
22. Pteridrys wusugongii Li Bing Zhang & X.M.Zhou

## Sinonimi
Nema.